# Recess (álbum)
Recess é o álbum de estreia do produtor musical Skrillex. Foi lançado em 14 de março de 2014 pela Big Beat, Asylum Records e a Atlantic Records. Foi gravado entre 2011 e 2014 enquanto Skrillex estava em turnê ao redor do mundo.
Recess recebeu críticas mistas dos críticos de música. Ele traçou em vários países do mundo e teve seu maior lançamento nos Estados Unidos e no Reino Unido. Rolling Stone classificou-o mais tarde como número 22 em seus 50 melhores álbuns de 2014.

## Promoção do álbum
Em 7 de março de 2014, Skrillex participou de um "Ask me anything" (pergunte-me o que quiser) no site Reddit. Para coincidir com o evento, o seu site foi redirecionado para uma página no qual constava com um rosto de um Alien, baseado no emoji da Apple. O rosto tocava pequenas partes das músicas contidas no álbum quando clicado nele. Ele lançou um aplicativo móvel no mesmo dia, Alien Ride, que apresenta um objetivo de estilo arcade onde a nave deve destruir asteroides. O aplicativo exibida uma contagem regressiva.
Quando a contagem regressiva chegar a zero, a primeira canção do álbum estava disponível para ouvir através do aplicativo. Isto continuou em intervalos regulares de 30 minutos até que todo o álbum foi lançado por um tempo limitado no aplicativo.

## Faixas
| N.º            | Título                                                              | Compositor(es) | Produtor(es)              | Duração |  |
| 1.             | "All Is Fair in Love and Brostep" (part. Ragga Twins)               | Sonny Moore • Trevor Destouche • David Destouche                                                                         | Skrillex                  | 4:08    |  |
| 2.             | "Recess" (part. Kill The Noise, Fatman Scoop & Michael Angelakos)   | Moore • Jake Stanczak • Isaac Freeman • Michael Angelakos                                                                | Skrillex • Kill The Noise | 3:57    |  |
| 3.             | "Stranger" (com KillaGraham part. de Sam Dew)                       | Moore • Justin Parker • Sam Dew • Graham Muron                                                                           | Skrillex • KillaGraham    | 4:49    |  |
| 4.             | "Try It Out" (com Alvin Risk) (Neon Mix)                            | Moore • Marcio Alvarado                                                                                                  | Skrillex • Alvin Risk     | 3:49    |  |
| 5.             | "Coast Is Clear" (part. Chance, The Rapper & The Social Experiment) | Moore • Chancelor Bennett • Peter Wilkins • Nico Segal • Christopher Wallace • Ronald Isley • Ernie Isley • Chris Jasper | Experiment                | 4:03    |  |
| 6.             | "Dirty Vibe" (com Diplo part. de G-Dragon & CL)                     | Moore • Thomas Pentz • Kwon Ji Yong • Ted Hon Jun Park • Robin Cho                                                       | Skrillex • Diplo          | 3:26    |  |
| 7.             | "Ragga Bomb" (part. Ragga Twins)                                    | Moore • T. Destouche • D. Destouche                                                                                      | Skrillex                  | 4:18    |  |
| 8.             | "Doompy Poomp"                                                      | Moore | Skrillex                  | 3:25    |  |
| 9.             | "Fuck That"                                                         | Moore | Skrillex                  | 3:50    |  |
| 10.            | "Ease My Mind" (part. Niki & The Dove)                              | Moore • Malin Dahlström                                                                                                  | Skrillex                  | 5:02    |  |
| 11.            | "Fire Away" (part. Kid Harpoon)                                     | Moore • Tom Hull | Skrillex                  | 5:42    |  |
| Duração total: | Duração total:                                                      | Duração total: | Duração total:            | 46:34   |  |

Notas
- "Coast Is Clear" contém vocais adicionais de Peter Cottondale e Donnie Trumpet.

Samples
- "Coast Is Clear" contém interpolações de "Big Poppa", do rapper The Notorious B.I.G..
- "Ease My Mind" contém samples de "DJ, Ease My Mind", de Niki & The Dove.

## Histórico de lançamento
| Região           | Data                | Formato                              | Gravadora                 | Ref.  |
| ---------------- | ------------------- | ------------------------------------ | ------------------------- | ----- |
| Austrália        | 14 de março de 2014 | CD, Download digital, Disco de vinil | Big Beat, OWSLA, Atlantic | [ 4 ] |
| Europa           | 17 de março de 2014 | CD, Download digital, Disco de vinil | Big Beat, OWSLA, Atlantic |       |
| América do Norte | 18 de março de 2014 | CD, Download digital, Disco de vinil | Big Beat, OWSLA, Atlantic |       |
| Resto do Mundo   | 20 de abril de 2014 | Cassette                             | Big Beat, OWSLA, Atlantic |       |